# Reprezentacja Zimbabwe w rugby union mężczyzn
Reprezentacja Zimbabwe w rugby  jest drużyną reprezentującą Zimbabwe w międzynarodowych turniejach. Do 1980 r. reprezentowała ona nieuznawaną przez społeczność międzynarodową Rodezję.